# Шилаппадикарам
«Шилаппадикарам» (там. சிலப்பதிகாரம், IAST: Cilappatikāram, Śilappadigāram «Повесть о браслете») — древнеиндийское поэтическое произведение, входящее в число пяти великих эпосов тамильской литературы.
Авторство «Шилаппадикарам» приписывается безымянному рассказчику, выступающему под псевдонимом Иланго Адигаль («принц-аскет»). Считается, что произведение появилось в период между V и VI веками. История, пронизанная духом джайнизма и буддизма, воспевает человеческие добродетели, а также иллюстрирует законы дхармы и кармы. В её основе лежит повествование о добродетельной жене Каннахи, которая, потеряв мужа при дворе царской династии Пандья из-за череды неверных решений, мстит княжеству, уничтожая его столицу.
В тамильской литературе «Шилаппадикарам» выделяется своим обширным описанием музыки, танца, поэзии и других искусств, которые позволяют судить о жизни в дравидской Древней Индии. Перевод произведения на русский язык был сделан советским дравидологом Юрием Глазовым и опубликован издательством «Наука» в 1966 году.

## Происхождение

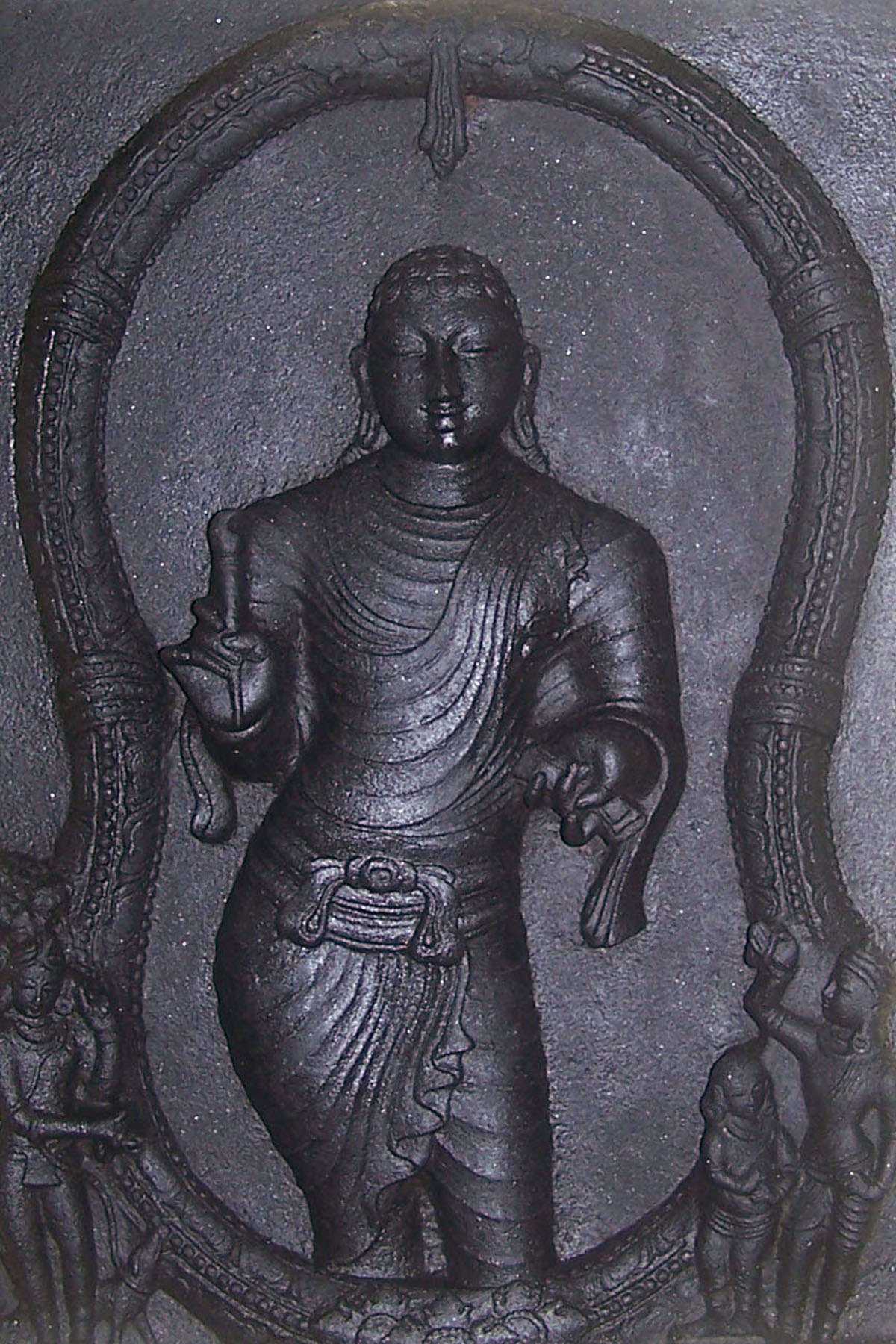
Иланго Адигаль — предполагаемый автор «Шилаппадикарам», скульптура Иланго в Пухаре, Тамилнад

Среди эпосов раннего тамильского литературного канона, — «Повести о браслете», «Жемчужный поясок», «Валаябади», «Кундалакеши», «Волшебный самоцвет Дживаки», — первый считается наиболее выдающимся и популярным. Его название происходит от сочетания слов «Шилаппу» и «атикарам», то есть «украшенный драгоценными камнями ножной браслет» и «книга».
Авторство произведения приписывается безымянному джайнскому монаху Иланго Адигалю (Ilango Adigal). «Адигаль» означает уважительное обращение, которое, как правило, использовалось по отношению к религиозным деятелям, а «Иланго» — принц. Истинное имя автора, так образом, история не сохранила. Считается, что сюжет возник между I и III веками. Датирование самого произведения осуществляется благодаря упоминанию старшего брата Иланго Адигаля, правителя Сенгуттувана Чола. В начале повествования рассказывается, как прорицатель пришёл ко двору правителя Недунчезияна. В присутствии обоих сыновей он объявил, что Иланго станет следующим правителем. Осознавая нарушение преемственности и расстройство старшего брата, Иланго заявил, что никогда не станет правителем. В доказательство он отрёкся от мирской жизни, став джайнским монахом. После кончины отца Сенгуттуван Чола унаследовал престол.
По всей видимости, народное сказание о браслете было известно задолго до написания произведения. Его автор разворачивает события в период Иланго Адигаля, о существовании которого факты не сохранились. Учитывая многочисленные вставки и комментарии, окончательно «Шилаппадикарам» была дописана, по всей видимости, в VI веке.

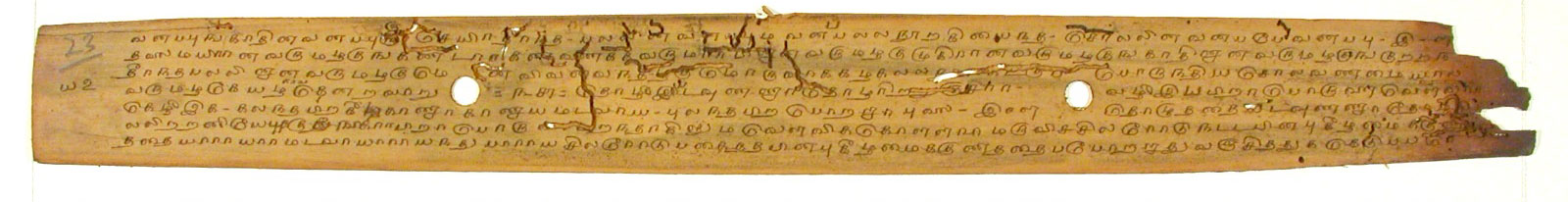
Пальмовый лист с «Шилаппадикарам» на тамильском языке, Библиотека им. Сваминатха Айера в Ченнае

## Сюжет
Повествование начинается с того, как богатый торговец Ковалан и его верная добродетельная супруга Каннахи наслаждались семейным счастьем. Оба являются детьми богатых торговцев, то есть принадлежат одной касте. Однако во время одного из праздников Ковалан встретил знаменитую танцовщицу Мадави. Ковалан оказался так пленён её чарами, что, забыв о своей жене, ушёл жить к Мадави. Тем не менее, несмотря на обольщение Мадави, их совместное проживание оказалось недолгим. Ковалан поссорился с танцовщицей и вернулся к преданной жене, которая его смиренно и безропотно ждала. Ни слова упрёка он не услышал от Каннахи, когда признался, что промотал всё своё состояние. В ответ Каннахи отдала ему свою последнюю драгоценность — золотые ножные браслеты. Они отправляются в Мадурай для продажи драгоценности и возобновления торговой деятельности в сопровождении странствующей монахини-джайна Кавунтхи Адигаль. Однако Ковалана подстерегала неудача: ювелир правителя накануне украл у княжеской супруги точно такой же браслет. Ювелир оклеветал Ковалана, и тот по злому навету был казнён. Каннахи добилась правды и восстановила справедливость. Она разбила браслет и показала правителю заключённый в нём рубин. Внутри же браслета княжеской супруги находилась жемчужина. Осознав свой неправедный проступок, правитель падает бездыханным. В гневе возмездия Каннахи мистическим образом спалила весь город. Каннахи вырывает свою левую грудь и призывает Агни, божество огня. Она бросает свою грудь в город, который сгорает в божественном огне. Затем Каннахи путешествует обратно в небесной колеснице. Спустя несколько дней она умирает и вместе с Коваланом возносится на небеса в мир бога Индры.

Скульптурные изображения по мотивам «Шилаппадикарам»
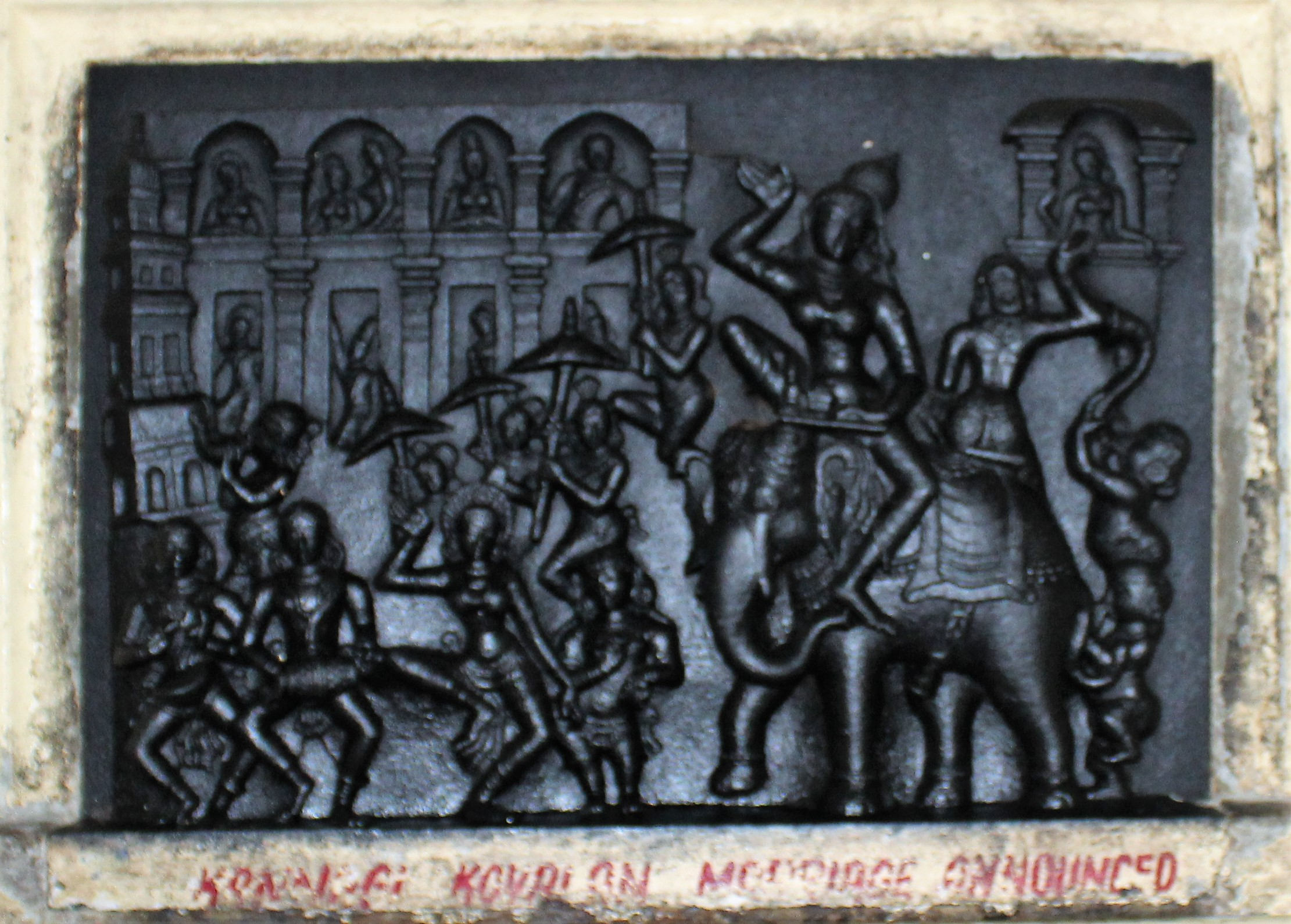
Свадебная процессия Каннахи и Ковалана
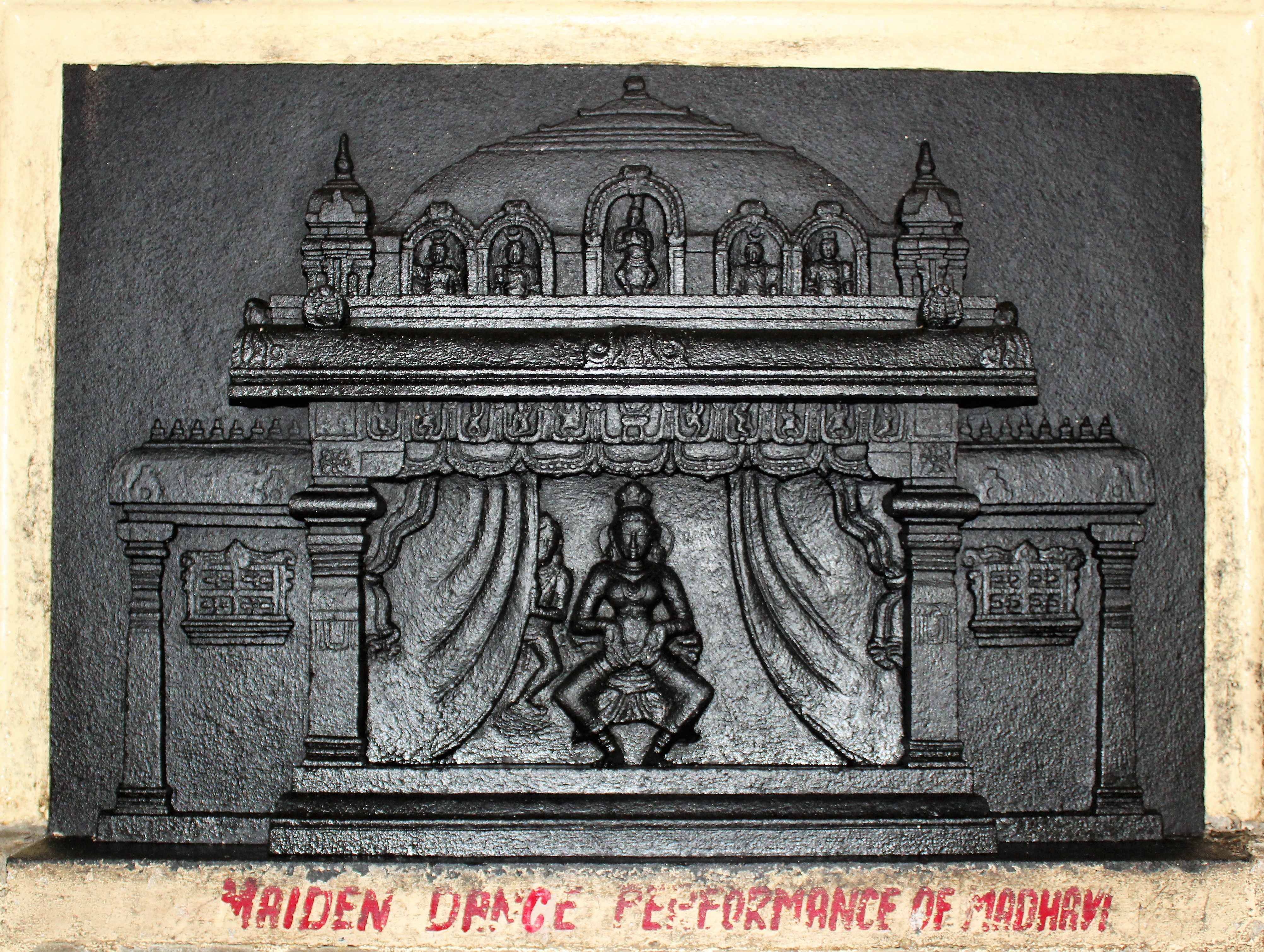
Мадави исполняет классический танец в храмовой мандапе
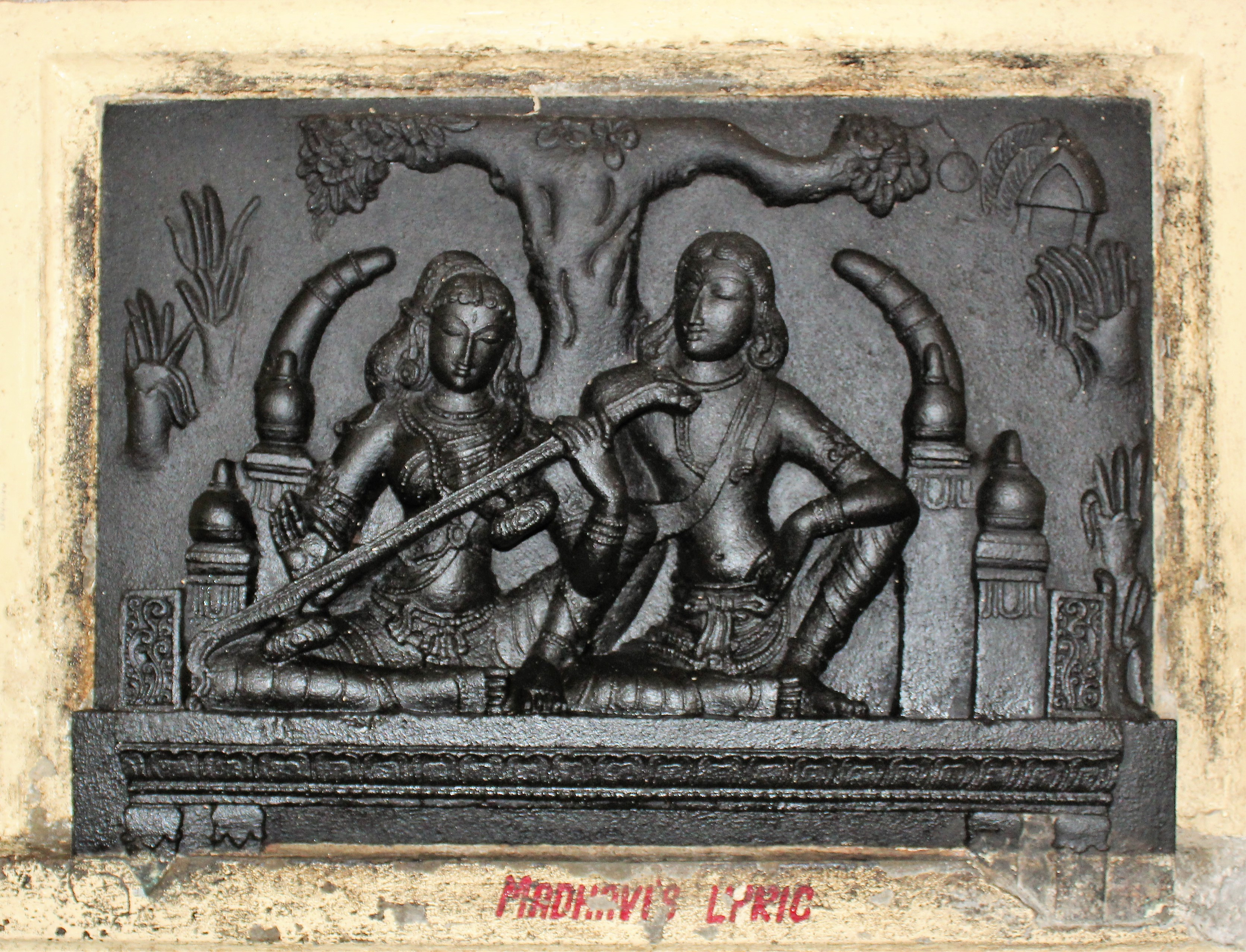
Ковалан слушает музыкальную игру Мадави
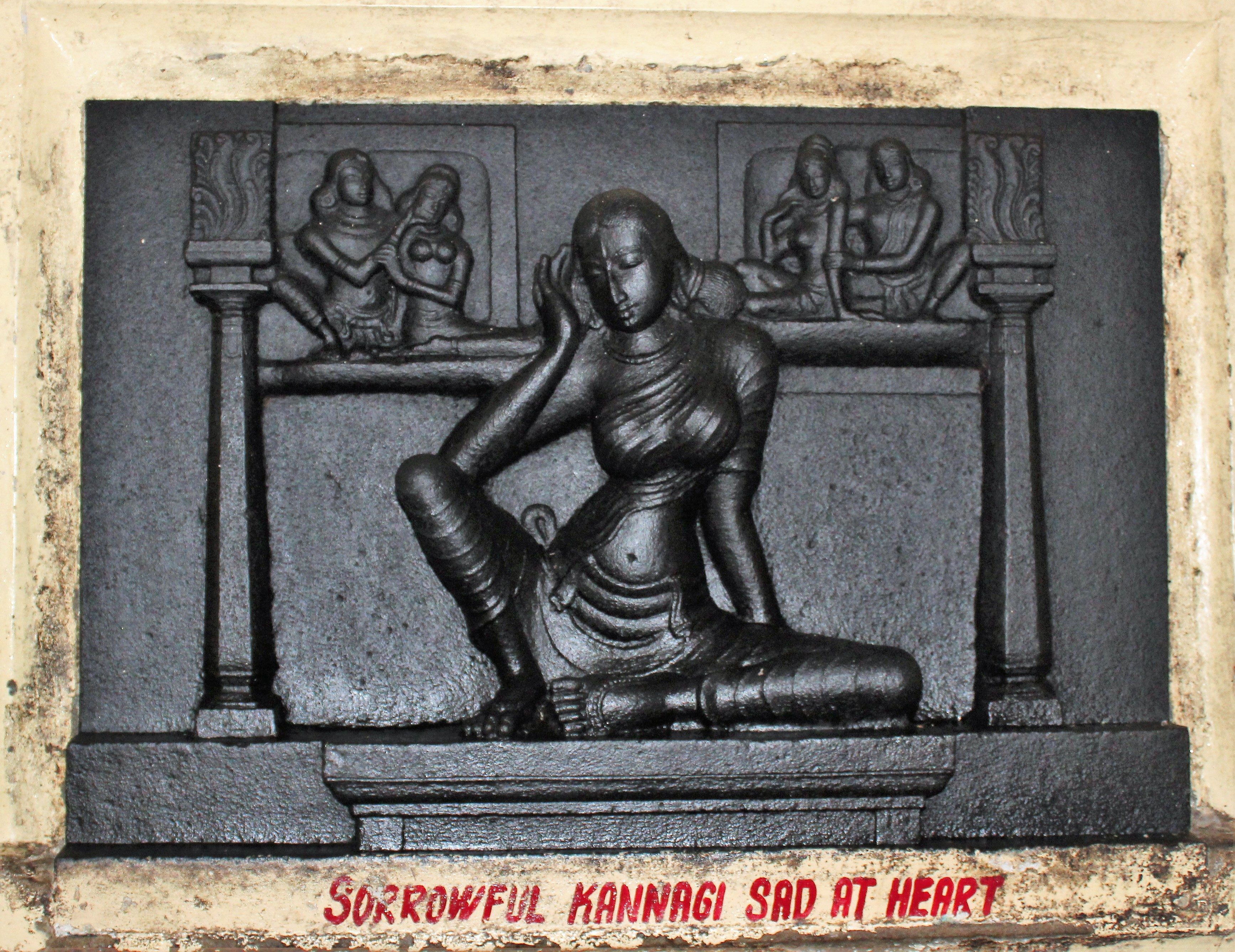
Печаль Каннахи
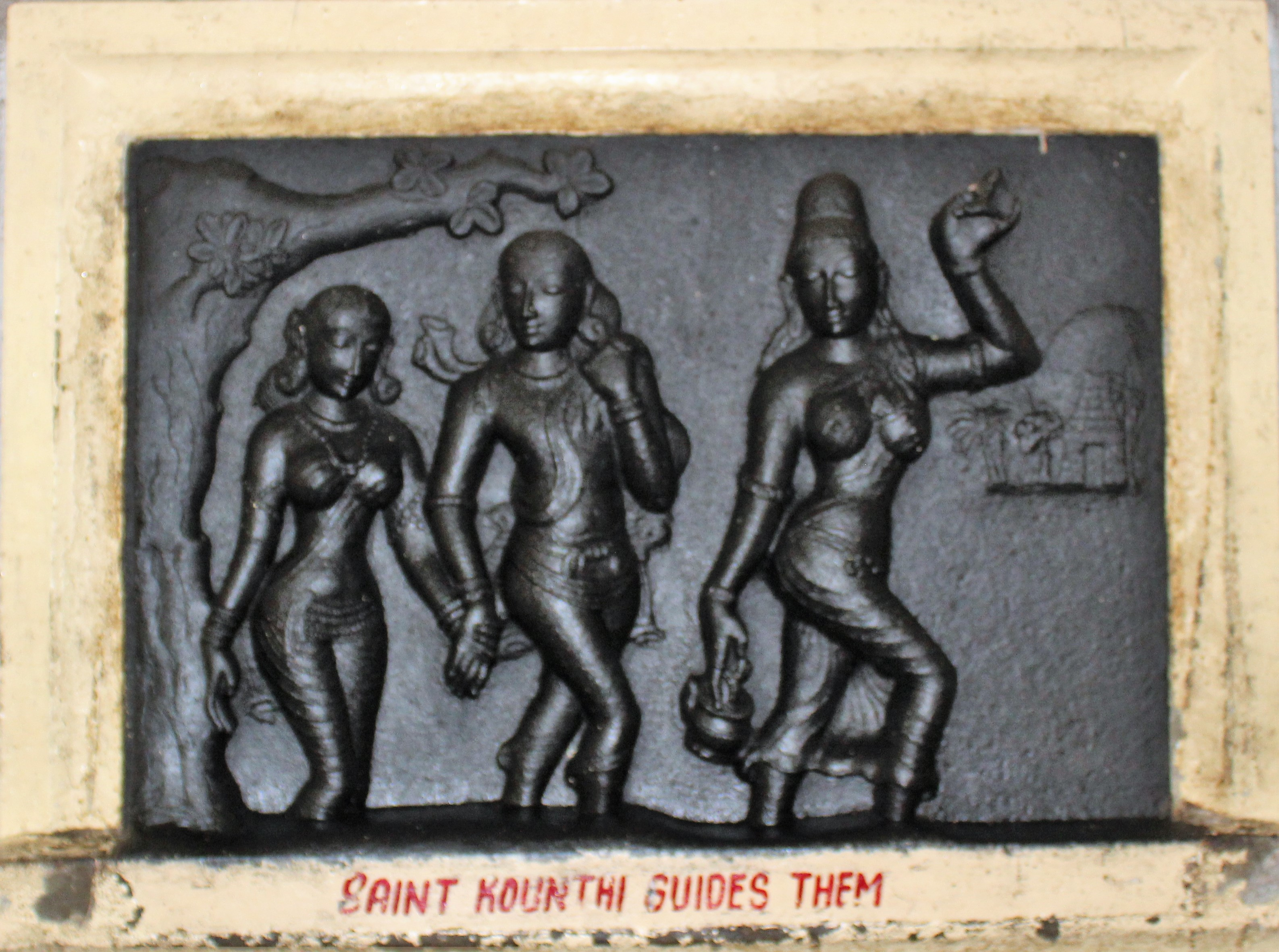
Каннахи и Ковалан направляются в Мадурай в сопровождении монахини
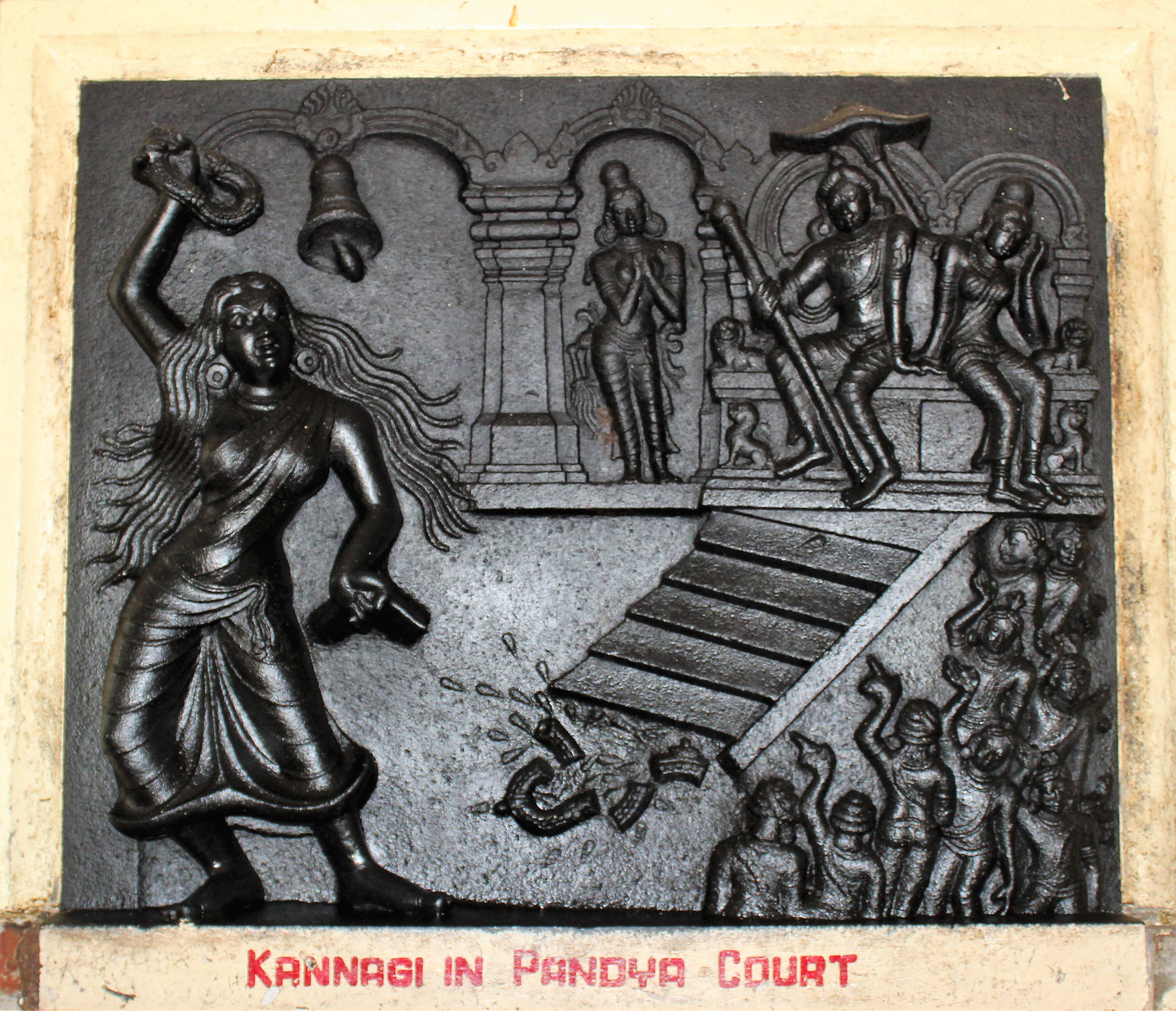
Каннахи разбивает ножной браслет на царском дворе

Как сложилась судьба остальных героев истории? Сюжет «Шилаппадикарам» тесно связан с другим древним тамильским произведением — «Манимехалей». Главной героиней поэмы «Манимехалей» выступает дочь Ковалана и танцовщицы Мадави. Узнав о гибели любовника, Мадави бросает своё занятие и становится отшельницей. Вместе с ней в отшельничество уходит и дочь Ковалана.

## География Древней Индии в «Шилаппадикарам»
«Шилаппадикарам» состоит из 5270 строк, разделённых на три главы «Пухарккандам», «Мадураиккандам» и «Ванчиккандам». Каждая из них описывает события, происходящие в столицах трёх крупнейших южноиндийских княжеств: Пухаре, Мадурае и Ванчи. Пухар, ныне известный как Помпухар, находится на восточном побережье Южной Индии. В древности он был столицей княжества династии Чола — портовым городом и центром внешней торговли. В нём прошла счастливая семейная жизнь Каннахи и Ковалана. В другом эпосе, «Манимекалаи» упоминается, что город был разрушен неоднократными цунами в V веке.
Вторая глава посвящена событиям в Мадурае — древнейшем городе Индии, сохранившимся до наших дней. В описываемый период времени Мадурай являлся столицей княжества, где правила династия Пандья. Ко времени сочинения произведения Мадурай уже был широко известен как религиозный и паломнический центр. Местное общество в V—VI веках находилось под сильным влиянием джайнизма. В произведении упоминается, что даже Матурапати, — семейное божество династия Пандья, — являлось Каннахи, чтобы утешить её.
Третья глава «Шилаппадикарам» описывает Ванчи (предположительно) — столицу княжества Чера, расположенной неподалёку от западного побережья Южной Индии. Брат автора произведения Иланго Адигала по имени Сенгуттуван Чера, был самым известным правителем княжества в IV веке. В древности Ванчи был известен как Музирис и был портовым городом штата Керала. В Ванчи Каннахи за свои добродетели обретает освобождение и возносится в мир Индры.

## Духовное значение

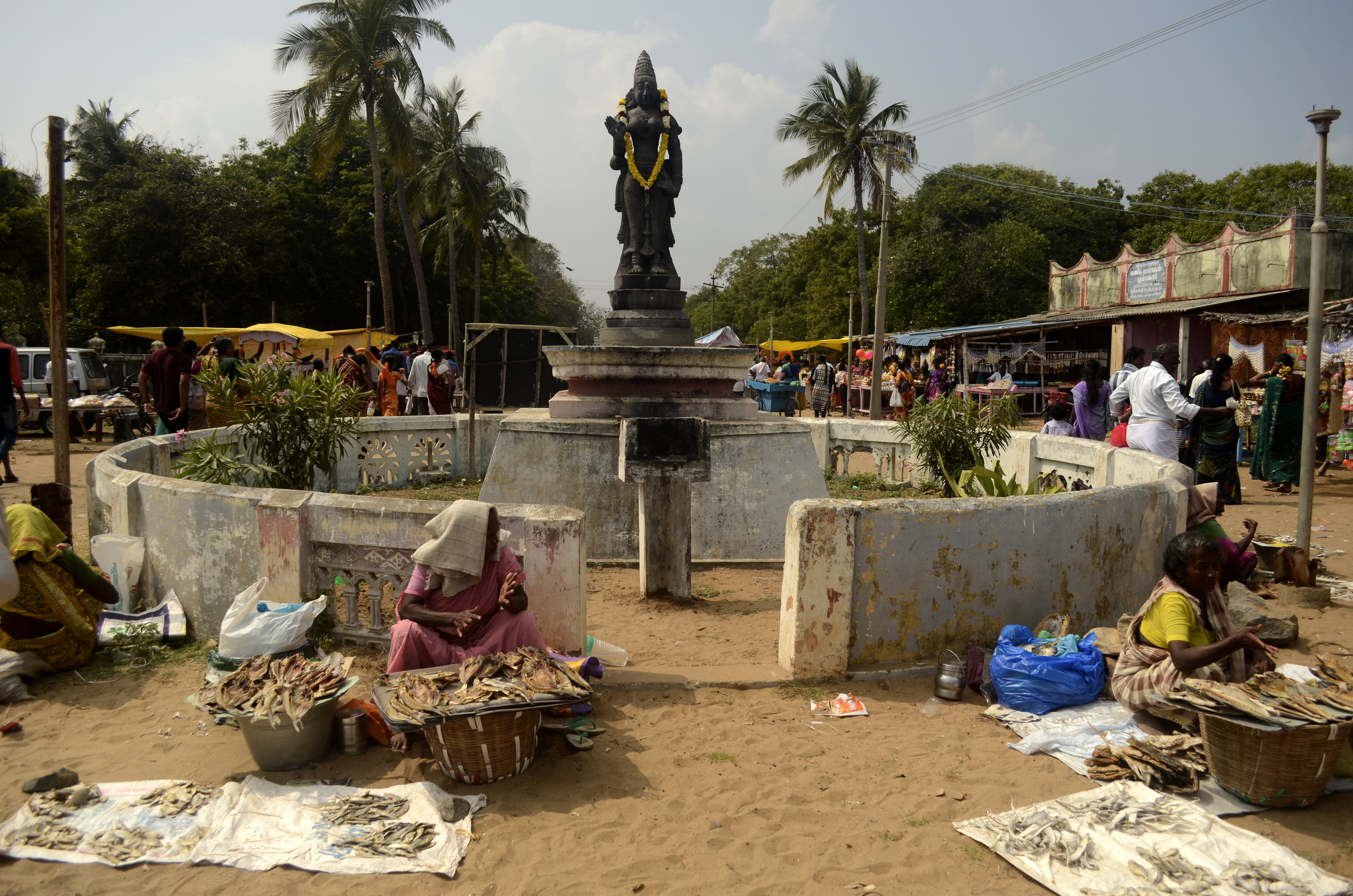
Статуя Каннахи на рыночной площади в Пумпухаре, штат Тамилнад

Для персонажа Каннахи характерно двойное начало. С одной стороны, она олицетворяет добродетельную жену — верную и смиренную. С другой стороны, Каннахи является орудием возмездия, благодаря которой восстанавливается справедливость, а греховные правители и их город — наказываются. Добродетельные качества Каннахи в произведении перевешивают, поэтому уничтожение целого города считается оправданным. Оно стало следствием нарушения законов дхармы и выступает кармическим воздаянием за отсутствие справедливого суда в княжестве, погрязшего в грехах. Таким образом, образ Каннахи отражает общественные ценности древнего тамильского общества. У каждого человека есть свой долг, — следование праведному пути, — и своя карма, — плоды поступков. Когда добродетель торжествует, Каннахи превращается в «богиню верности» и уходит на небеса. По оценке Рэйсона Алекса из Института технологии и науки им. Бирла (Гоа) Каннахи олицетворяет женскую энергию (шакти), которая удивительным образом сочетает в себе смирение и преданность, а также неистовый и праведный гнев.
В некоторых регионах Южной Индии Каннахи (Каннаги или Каннаки) поклоняются как богине-воплощению целомудрия. Кроме того, в среде сингальских буддистов на Шри-Ланке её почитают как богиню Паттини. Среди ланкийских индуистов её знают как Каннаки Амман, или «мать Каннаки», а в Керале — как Кодунгаллур бхагавати и Атукал-деви. В Керале верят, что Каннахи является воплощением богини Бхадра-Кали, которая достигла города Кодунгаллур и обрела спасение в местном храме.

## Культурное влияние

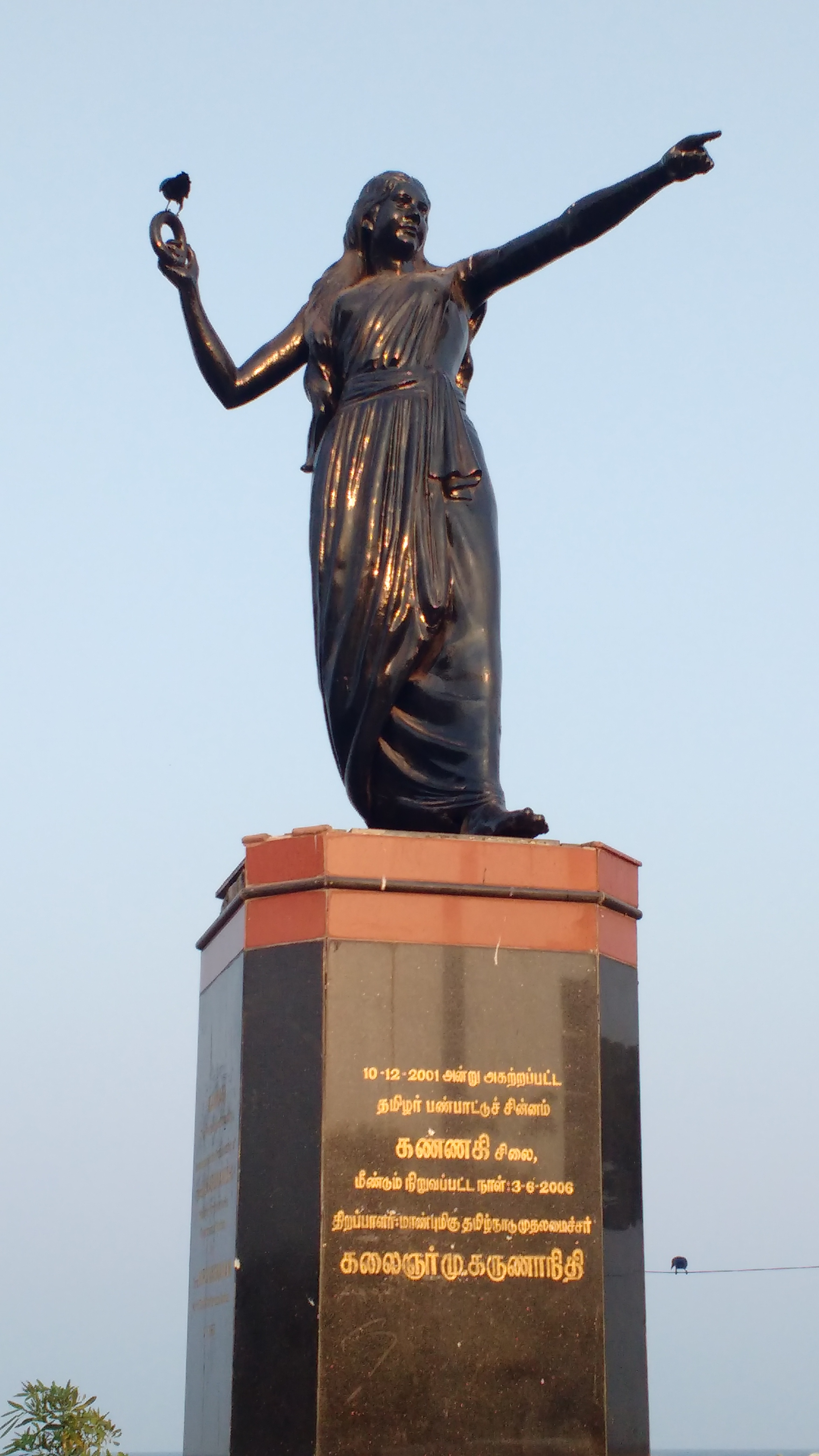
Статуя Каннахи, бросающей браслет, на пляже возле Ченная

История, рассказанная от имени Иланго Адигаля, существовала задолго до написания произведения как устная традиция Тамилнада. Её сюжет, иллюстрирующий идеалы добродетели, верности и социальной справедливости, получил широкое распространение. Как следствие, история была адаптирована для различных видов искусства, включая кинематограф, музыкальную драму, танец и даже скульптуру. По оценке профессора тамильского языка Джорджа Харта из Университета Калифорнии в Беркли, «„Шилаппадикарам“ для тамильской литературы — это то же, что „Илиада“ и „Одиссея“ для греческой культуры — её важность трудно переоценить…».
Первой музыкальной драмой, основанной на эпосе, стала «Ковалан Чаритам», написанная в 1914 году тамильским поэтом и драматургом Удаяра Пиллаи. Малаяламскую версию драмы сочинил Велю Пиллаи в 1921 году, а также Неелаканта Пиллаи в 1924 году.
В 1928 году в Индии вышел первый немой фильм под названием «Ковалан» по мотивам «Шилаппадикарам». Затем история неоднократно переснималась в 1929, 1942 и 1964 годах. В 2016 году на сингальском языке вышла драма «Паттини», повторяющая историю Канахи и Ковалана.
В 2016 году «Шилаппадикарам» была поставлена в Триссуре (Керала) как танцевальное представление в стиле катхакали.
Произведение нашло отражение в творчестве скульпторов. В округе Палгхад штата Керала группа местных мастеров создала серию скульптур, представляющих историю Ковалана и Каннахи. Кроме того, в 1968 году каменная статуя Каннахи была установлена на пляжном берегу рядом с Ченнаем.